# Енфілд Роуд (графічний роман)
«Енфілд Роуд» (англ. Anfield Road) — графічний роман на 272 сторінки, написаний та ілюстрований Крісом Шепердом, виданий Titan Comics. Реліз відбувся 29 жовтня 2024 року. Події розгортаються в робітничому середовищі Ліверпуля, графство Мерсісайд, наприкінці 1980-х років. Це дебютний графічний роман Шеперда, на створення якого він витратив чотири роки. Роботу над ним автор розпочав без укладеного видавничого контракту.

## Сюжет
Історія обертається навколо 18-річного Коннора Стерлінга, який стоїть перед вибором: вступити до художнього коледжу або залишитися доглядати за владною і хворою бабусею. Зі зростанням темпу життя Коннор закохується в дівчину західно-індійського походження, що викликає несхвалення з боку бабусі та загострює конфлікт між особистими мріями й сімейним обов’язком. Роман досліджує теми родини, кохання, амбіцій та дорослішання на тлі Ліверпуля 1989 року, включаючи посилання на культурні й трагічні події, зокрема трагедію на Гіллсборо.

## Сприйняття
Критики, серед яких Рейчел Кук, Робін Інс та Олівія Гінґлі, високо оцінили Anfield Road за щирість розповіді та образ міста. У листопаді 2024 року роман став графічним романом місяця за версією The Observer. Рейчел Кук відзначила емоційну глибину твору й любов до Ліверпуля, що проступає на кожній сторінці. Вона описала книгу як «чудернацьку й радісну», попри сумні підтексти окремих тем. Роман було номіновано на звання Найкращого графічного роману на премії Broken Frontier Awards 2024.